# Kamil Nagy
Kamil Nagy (24. července 1873 v Bošíně – 26. září 1939 v Praze) byl český protestantský duchovní, který v roce 1939 zastával funkci synodního seniora, tedy nejvyššího představitele Českobratrské církve evangelické. Před zvolením synodním seniorem působil ve sboru ve Vanovicích.
Jeho otec Ludvík byl farářem v Bošíně, děd Samuel zastával v letech 1842–1863 funkci superintentendenta evangelické církve helvétského vyznání pro Moravu.